# Husák (powiat Sobrance)
Husák – wieś (obec) na Słowacji położona w kraju koszyckim, w powiecie Sobrance. Pierwsze wzmianki o miejscowości pochodzą z roku 1567.
Według danych z dnia 31 grudnia 2012, wieś zamieszkiwały 162 osoby, w tym 77 kobiet i 85 mężczyzn.
W 2001 roku pod względem narodowości i przynależności etnicznej 97,59% mieszkańców stanowili Słowacy, a 2,41% Ukraińcy.
Ze względu na wyznawaną religię struktura mieszkańców kształtowała się w 2001 roku następująco:
- Katolicy rzymscy – 88,55%
- Grekokatolicy – 10,84%
- Prawosławni – 0,6%